# Henri Labitte
Pour les personnes ayant le même patronyme, voir Labitte.
Porphyre-Henri Labitte, né à Abbeville le 19 février 1823 et mort au château de Blangermont le 4 novembre 1885, est un homme politique français.

## Biographie
Fils d'Alexandre-Porphyre Labitte, ancien magistrat, et de Mélanie-Charlotte Cochet, il s'adonna aux études scientifiques et principalement aux sciences naturelles. Il fut successivement préparateur au Muséum, au Collège de France, à l’École de Médecine, se trouva en relations avec plusieurs savants distingués, et fut un des organisateurs du musée Orfila. En même temps, il collaborait au Journal de l'Instruction publique et à la Revue de Paris, dont son frère Charles Labitte, le critique, était un des principaux rédacteurs. 
Républicain modéré, Labitte, qui était devenu, en 1848, capitaine d'état-major de la garde nationale, combattit, les armes à la main, l'insurrection de juin et fut blessé. Après le coup d’État de 1851, il retourna à Abbeville, fut nommé administrateur du Musée, devint président de la loge maçonnique, maire de Blangermont, et s'occupa de travaux littéraires et scientifiques. Pendant la guerre de 1870, il organisa des hôpitaux temporaires pour les blessés et les malades. 
Élu membre du conseil général de la Somme le 8 octobre 1871, il fut sans succès candidat aux élections sénatoriales de janvier 1876, puis il se présenta, le 20 février suivant, à la députation, dans la 1re circonscription d'Abbeville, et fut élu membre de la Chambre des députés par 8 804 voix (15 383 votants, 19 555 inscrits), contre 6 440 à M. Courbet-Poulard, ancien représentant, monarchiste. M. Labitte prit place dans les rangs de la majorité républicaine, vota avec le centre gauche, et fut des « 363 » pendant la Crise du 16 mai 1877. À ce titre, il obtint sa réélection, le 14 octobre 1877, avec 9 554 voix (16 573 votants, 19 641 inscrits), contre 6 923 au candidat officiel, M. Cornuau. Il reprit sa place parmi les modérés de la gauche, se prononça contre le ministère Rochebouët, pour le cabinet Dufaure, pour l'article 7 de la loi sur l'enseignement supérieur, pour le retour des Chambres à Paris, contre l'amnistie plénière, pour l'invalidation de l'élection Blanqui, pour les lois nouvelles sur la presse et le droit de réunion, etc. Réélu député, le 21 août 1881, par 10 157 voix (11 910 votants, 19 246 inscrits), Labitte soutint la politique opportuniste, et passa presque aussitôt de la Chambre au Sénat. En effet, le 8 janvier 1882, il fut élu sénateur de la Somme par 557 voix sur 923 votants : Albert-Alexandre Carette le remplaça comme député le 26 février suivant. Membre de la gauche sénatoriale, M. Labitte prêta au gouvernement le concours de ses votes, et opina notamment pour la réforme du personnel judiciaire, pour le l'établissement du divorce, pour les crédits du Tonkin, etc. Il succomba, en 1885, aux suites d'une congestion pulmonaire.

## Sources
- « Henri Labitte », dans Adolphe Robert et Gaston Cougny, Dictionnaire des parlementaires français, Edgar Bourloton, 1889-1891 [détail de l’édition]